# Robots
Robots (bra Robôs) é um filme de animação estadunidense de 2005 do gênero comédia, dirigido por Chris Wedge para a 20th Century Fox Animation, com roteiro de William Joyce.

## Sinopse
O jovem robô Rodney Lataria (Ewan McGregor) sonha em se tornar um inventor, tal como seu ídolo, O Grande Soldador, o maior robô do mundo. Para isso, ele sai de sua cidade natal, Rivet Town, em busca de seu sonho e parte para Robópolis, onde ficam as Indústrias Grande Soldador. Porém ao chegar lá, Rodney descobre que o Grande Soldador está ausente e em seu lugar está o descartável Ratchet T. Phineas, mais conhecido como Dom Aço (Greg Kinnear), que com sua mãe, a dona do ferrro-velho Madame Junta ou Madame Gasket (Jim Broadbent), planeja acabar com os robôs fora de linha para dar lugar aos modernizados.

## Elenco
| Personagem                      | Original          | Portugal                 |
| ------------------------------- | ----------------- | ------------------------ |
| Rodney Lataria                  | Ewan McGregor     | Pedro Granger            |
| Manivela Pinwheeler             | Robin Williams    | Paulo Oom                |
| Bigweld / Grande Soldador       | Mel Brooks        | José Raposo              |
| Cappy                           | Halle Berry       | Patrícia Bull            |
| Ratchet / Dom Aço               | Greg Kinnear      | Fernando Luís            |
| Piper                           | Amanda Bynes      | Sílvia Alberto           |
| Crank                           | Drew Carey        | Jorge Mourato            |
| Madame Gasket / Madame Junta    | Jim Broadbent     | Luís Lucas               |
| Aunt Fanny / Tia Turbina        | Jennifer Coolidge | Rita Blanco              |
| Lug                             | Harland Williams  | José Jorge Duarte        |
| Sra. Lataria                    | Dianne Wiest      | Cláudia Cadima           |
| Herb Lataria / Sr. Lataria      | Stanley Tucci     | José Neves               |
| Tim the Gate Guard              | Paul Giamatti     | António Machado          |
| Sr. Gasket / Sr. Junta          | Lowell Ganz       | António Machado          |
| Loretta Geargrinder             | Natasha Lyonne    | Carla de Sá              |
| Jack Hammer / Jack Martelo      | Alan Rosenberg    | Carlos Vieira de Almeida |
| Sr. Gunk                        | Dan Hedaya        | Carlos Vieira de Almeida |
| Younger Rodney / Rodney 10 anos | Jansen Panettiere | Filipe Feio              |
| Youngest Rodney / Rodney 5 anos | Dylan Denton      | Afonso Maló              |
| Young Rodney / Rodney Novo      |                   | Pedro Branco             |

No Brasil, o personagem Rodney Lataria foi dublado por Reynaldo Gianecchini.

## Recepção
O público pesquisado pelo CinemaScore no final de semana de estreia do filme avaliou em média com uma nota "A" na escala de onde a maior nota é A+ e a menor é F.
No consenso do agregador de críticas Rotten Tomatoes diz: "Robots deleita em um nível visual, mas a história parece que saiu de uma linha de montagem." Na pontuação onde a equipe do site categoriza as opiniões da grande mídia e da mídia independente apenas como positivas ou negativas, o filme tem um índice de aprovação de 64% calculado com base em 186 comentários dos críticos. Por comparação, com as mesmas opiniões sendo calculadas usando uma média aritmética ponderada, a nota alcançada é 6,6/10.
Em outro agregador, o Metacritic, que calcula as notas das opiniões usando somente uma média aritmética ponderada de determinados veículos de comunicação em maior parte da grande mídia, tem uma pontuação de 64/100, alcançada com base em 33 avaliações da imprensa anexadas no site, com a indicação de "revisões geralmente favoráveis".

## Bilheteria
O filme estreou nos Estados Unidos no dia 11 de março de 2005 em 3776 salas, e ficou em primeiro lugar nas bilheterias ganhando $36 045 301. No final de 26 semanas a animação ganhou $128,200,012 na América do Norte e $132 518 318 no resto do mundo, conseguindo um total de $260 718 330; valor bem maior que o total gasto em sua produção que foi $75 milhões.